# Omicidio di Maurizio Gucci
L'omicidio di Maurizio Gucci è un caso di cronaca nera avvenuto il 27 marzo 1995 a Milano che ha visto vittima l'omonimo imprenditore italiano.

## Storia

### L'omicidio
Nella mattinata di lunedì 27 marzo 1995 Maurizio Gucci, 46 anni, si dirige verso l'ufficio della sua nuova società in via Palestro 20, a Milano. Giunto allo stabile, in procinto di entrare, saluta il portinaio Giuseppe Onorato e si appresta a salire i pochi scalini. Dietro di lui sopraggiunge un uomo che impugna un'arma da fuoco e gli esplode contro quattro colpi (due alla schiena, uno al gluteo e l'ultimo alla tempia sinistra), uccidendolo solo con l'ultimo colpo. Il portinaio assiste all'omicidio e tenta di intervenire, ma viene a sua volta colpito e ferito dall'assassino. Il killer si appresta dunque a scappare poco lontano, dove una Renault Clio con a bordo il suo complice lo attende e si dileguano.

### Le indagini
Viene incaricato del caso il commissario Filippo Ninni, che insieme al magistrato inquirente Carlo Nocerino cerca di individuare l'assassino. Scartate le ipotesi che Maurizio Gucci sia stato vittima di un crimine originato da questioni economiche e di affari, gli inquirenti esaminano la possibilità che l'ex moglie dell'imprenditore, Patrizia Reggiani, 46 anni, con cui Gucci era stato sposato dal 1972 al 1994 e dalla quale aveva avuto due figlie per poi divorziare, possa averne provocato la morte, dato che varie volte aveva pubblicamente espresso forti rancori nei suoi confronti. Le indagini su tale possibilità proseguono; ad un certo punto tale Gabriele Carpanese, ospite in un albergo a una stella a Milano, fa il nome di Ivano Savioni, portiere di tale albergo, dichiarando di averlo ascoltato mentre diceva di conoscere molti dettagli sull'omicidio Gucci e anche di essere stato coinvolto personalmente nel caso.
Si scopre che Savioni è un amico o conoscente di Giuseppina Auriemma, detta Pina, grande amica e confidente di Patrizia Reggiani e spesso ospite nell'attico di quest'ultima in piazza San Babila a Milano. Man mano che le indagini proseguono, vengono intercettate le conversazioni telefoniche tra Savioni e G. Auriemma, che rivelano molto chiaramente il coinvolgimento dei due come organizzatori dell'omicidio dell'imprenditore e di Reggiani come mandante.
In seguito alle intercettazioni, Patrizia Reggiani viene prelevata dalla sua abitazione la mattina del 31 gennaio 1997 dalla Criminalpol. La vicenda provoca un forte clamore mediatico in Italia, con la stampa che soprannomina la signora Reggiani La vedova nera. Nella stessa mattinata vengono arrestati anche Benedetto Ceraulo (1961-2025), un ristoratore affetto da grandi debiti economici, accusato di essere l'esecutore materiale del delitto, Orazio Cicala, l'autista nonché complice dell'assassino, Ivano Savioni, accusato di essere l'organizzatore del delitto procurando il sicario a Reggiani, e Giuseppina Auriemma, intermediaria fra la mandante del delitto e gli esecutori materiali. Tutti gli arrestati, esclusi Reggiani e Auriemma, avevano precedenti penali. L'assassinio di Gucci fu commissionato da Reggiani per una cifra pari a 600 milioni di lire.

### Il processo
Patrizia Reggiani e Benedetto Ceraulo non hanno mai ammesso il loro coinvolgimento nell'omicidio. Le prove, le intercettazioni e le rivelazioni da parte di altri membri del gruppo sono però state sufficienti per incriminarli. Nel novembre 1998 Patrizia Reggiani e Orazio Cicala sono stati condannati a 29 anni di reclusione, rispettivamente come mandante dell'omicidio e autista del killer; Benedetto Ceraulo all'ergastolo come assassino materiale; Giuseppina Auriemma a 25 anni di reclusione per favoreggiamento e Ivano Savioni a 26 anni come organizzatore dell'assassinio. 
Le rispettive pene sono state poi ridotte nei successivi gradi di giudizio. Reggiani, condannata a 26 anni, ha scontato 18 anni di carcere ed ha concluso la sua pena svolgendo attività di volontariato con affidamento ai servizi sociali da parte dei giudici di sorveglianza. Nel settembre 2014, dopo la sua scarcerazione, in un'intervista, Reggiani dichiara di voler tornare a lavorare per Gucci, occupandosi di svariati ambiti, dall'aspetto creativo al testare i prodotti, dicendo di sentirsi ancora "la signora Gucci".
Per il danno fisico ed emotivo provocato dalla vicenda, il tribunale dispose nei confronti di Giuseppe Onorato, il portiere dello stabile in cui Maurizio Gucci lavorava e che assistette all'omicidio, un risarcimento di circa 200 milioni di lire, che gli vennero corrisposti solo nel giugno del 2020, ben 25 anni dopo i fatti e pochi mesi prima della sua scomparsa.

## Influenze nella cultura di massa

### Televisione
Patrizia Reggiani e Giuseppina Auriemma vengono invitate, in separate sedi, in alcuni programmi televisivi tra cui Storie maledette e Quarto grado.
Nel 2020 il documentario Lady Gucci - La storia di Patrizia Reggiani, nel quale appare anche la stessa Reggiani, viene reso disponibile su Nove,  Discovery+ e poi su Prime Video.

### Cinema
Nel novembre 2019 viene diffusa online la notizia della realizzazione di un film riguardante il delitto Gucci, intitolato House of Gucci; il film è uscito nel 2021 ed è stato diretto da Ridley Scott, con un cast composto, tra i tanti, da Lady Gaga, Jeremy Irons, Al Pacino, Adam Driver e Jared Leto.
Patrizia Reggiani, in un'intervista per Storie italiane, si è detta contraria alla realizzazione del film, in quanto potrebbe risultare disturbante per le figlie, che, a suo dire, non dovrebbero rivivere la storia del padre. Il film è ispirato dal romanzo di Sara Gay Forden House of Gucci: A Sensational Story of Murder, Madness, Glamour, and Greed.